# Stadion Miejski Luke w Doboju
Stadion Miejski Luke – wielofunkcyjny stadion w Doboju, w Bośni i Hercegowinie, w Republice Serbskiej. Obiekt może pomieścić 2 000 widzów. Posiada nawierzchnię trawiastą. Swoje spotkania rozgrywa na nim drużyna FK Sloga Doboj.